# Platyrrhinus
Genre
Platyrrhinus est un genre de chauve-souris de la famille des Phyllostomidae.

## Liste desespèces
- Platyrrhinus aurarius (Handley and Ferris, 1972)
- Platyrrhinus brachycephalus (Rouk and Carter, 1972)
- Platyrrhinus chocoensis Alberico and Velasco, 1991
- Platyrrhinus dorsalis (Thomas, 1900)
- Platyrrhinus helleri (Peters, 1866)
- Platyrrhinus infuscus (Peters, 1880)
- Platyrrhinus lineatus (E. Geoffroy, 1810)
- Platyrrhinus recifinus (Thomas, 1901)
- Platyrrhinus umbratus (Lyon, 1902)
- Platyrrhinus vittatus (Peters, 1860)